# HD 139518
HD 139518，又名BD-22 3996，SAO 183665、HR 5819，是一颗恒星，视星等为6.34，位于銀經345.84，銀緯25.41，其B1900.0坐标为赤經15h 33m 28.2s，赤緯-22° 25.41′ 23″。